# Estación de Auñón
Auñón fue una estación de ferrocarril situada en el municipio español de Auñón, en la provincia de Guadalajara, perteneciente al ferrocarril del Tajuña. Las instalaciones estuvieron en servicio durante la primera mitad del siglo XX. En la actualidad el recinto ferroviario se encuentra abandonado.

## Situación ferroviaria
La estación se encontraba situada en el punto kilométrico 128,4 del ferrocarril del Tajuña, a 657 metros de altitud.

## Historia
Las instalaciones entraron en servicio el 29 de septiembre de 1919 con la inauguración del tramo Anguix-Auñón del ferrocarril del Tajuña. En Auñón se levantó una estación que disponía de un edificio de viajeros y un muelle-almacén de mercancías. Las obras corrieron a cargo de la Compañía del Ferrocarril de Madrid a Aragón, que continuaría la prolongación del trazado hasta Alocén. El ferrocarril nunca llegó a completarse y en 1946 se clausuró el tramo final, lo que convirtió a Auñón en la estación término. Las instalaciones se mantuvieron en servicio hasta 1953, fecha en que fue clausurado al tráfico el tramo Orusco-Auñón. La estación de Auñón quedó abandonada y años después las vías fueron levantadas.

## Referencias

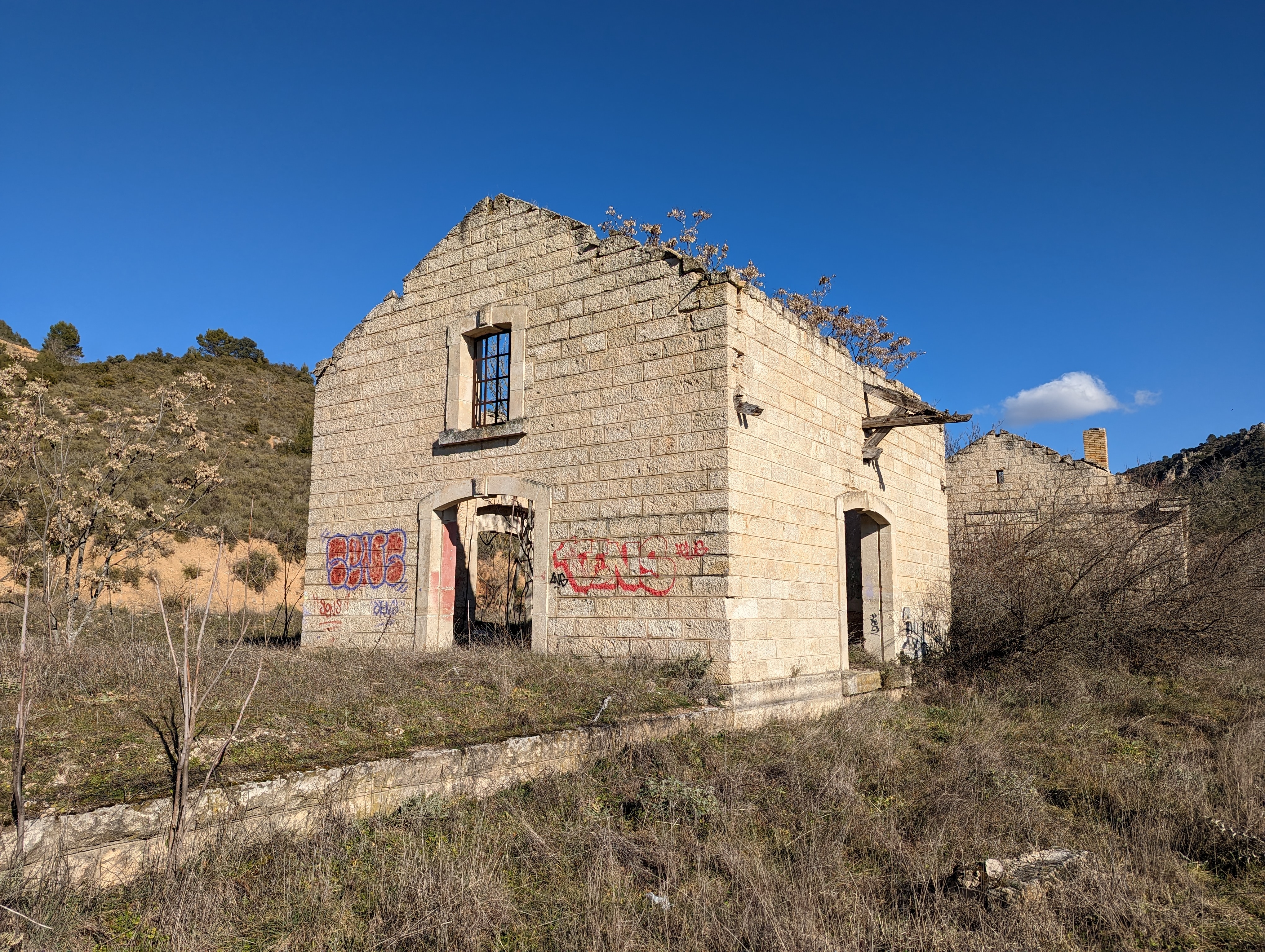
Muelle de carga